# Е Чун
Е Чун (кит. упр. 叶冲, пиньинь Yè Chōng, 29 ноября 1969) — китайский фехтовальщик, призёр Олимпийских игр.

## Биография
Е Чун родился в 1969 году в провинции Цзянсу. В 13-летнем возрасте начал изучать фехтование под руководством тренера Ван Сюсюна, четыре года спустя был отобран в национальную сборную. С 1988 года в составе сборной КНР принимал участие в Олимпийских играх, но обычно занимал 8-9 места, лишь в 2000 и 2004 годах ему удалось завоевать серебряные медали в составе команды.